# Toirão-das-estepes
O toirão-das-estepes (Mustela eversmanii) é uma espécie de carnívoro da família dos mustelídeos, presente na Europa Oriental, Ásia Central e China.

## Descrição
O toirão-das-estepes é um parente próximo do toirão-europeu, mas mais alongado. O comprimento dos machos está entre 32 e 56 cm e o das fêmeas entre 29 e 52 cm. A sua dieta é inteiramente carnívora e consiste principalmente em roedores como esquilos, hamsters ou pikas.

## Subespécies
Há sete subespécies de toirão-das-estepes:
- Mustela eversmanii eversmanii
- Mustela eversmanii admirata
- Mustela eversmanii amurensis
- Mustela eversmanii hungarica
- Mustela eversmanii larvatus
- Mustela eversmanii michnoi
- Mustela eversmanii talassicus